# Lotus de Païni
Lotus de Païni, pseudonyme d’Elvezia Gazzotti, née le 28 novembre 1862 à Copparo et morte le 22 juillet 1953 à Fumel, est une artiste peintre, écrivaine et sculptrice franco-italienne.

## Biographie
Elvezia Giulia Maria naît le 28 novembre 1862 à Copparo d’un père italien né en Suisse, Giuseppe Gazzotti, et d’une mère française originaire de Vallauris, Thérèse Guignon,. Passant sa jeunesse à Vallauris, elle se forme à la peinture vers ses 20 ans, d'abord en autodidacte. 
Son premier tableau significatif peint vers 1888 devient Théodora : elle l’expose au Salon des artistes français, le 1er mai 1889, salon pour lequel elle indique Fernand Lematte comme l'un de ses maîtres,. Par ailleurs, elle est à cette époque représentée par la Galerie des Artistes modernes et Simonson, aux 5 et 20 rue de la Paix.
Elle épouse le baron Nicolas de Païni, et devient ainsi baronne de Païni, lequel mariage a vraisemblablement lieu vers 1890. Elle part vivre un temps à Bucarest à partir de 1894, où elle expose, et exécute un portrait de Carmen Sylva, en reine de Roumanie (Palais Cantacuzène).
Elle expose de nouveau à Paris en 1898 et 1899 au salon de la Société nationale des beaux-arts.
Elle divorce du baron Païni en 1899 et épouse en secondes noces le chirurgien Paul Péralté (1869-?). Sous son nom, elle publie à partir de 1914, des écrits sur la peinture puis sur l'ésotérisme. Elle et son époux sont membres de la Société théosophique. Après 1904, et un voyage en Inde, Lotus expose des œuvres au musée Guimet. Entre 1914 et 1919, elle vit à Dornach, où elle croise Rudolf Steiner et contribue à une fresque gigantesque intitulée L’Initié de l’Inde ancienne destinée au Goetheanum. Après guerre, elle voyage en Amérique du Sud et en Palestine.
Elle fut particulièrement admirée par les poètes André Breton, Conrad Moricand et Théophile Briant pour ses écrits et pour son art.

## Œuvre

### Expositions
- Salon des artistes français, 1889 — sous le nom de « Mlle Mame-Helvetia Lotus »[5]
  - Chrysanthèmes, huile sur toile.
  - Théodora, huile sur toile.
- Salon des artistes français, 1890 — sous le nom de « Lotus (Gazzotti) »[6]
  - Evohé !, huile sur toile.
  - Chrysanthèmes, huile sur toile.
- Salon de la Société nationale des beaux-arts, 1898 — sous le nom « baronne Lotus de Païni »[7]
  - Les indiscrètes, huile sur toile.
  - Portrait de Madame L..., dessin.
  - Portrait de Mme la comtesse Tornielli, ambassadrice d'Italie, huile sur toile.
  - Portrait de Mme la vicomtesse de L..., dessin.
- Salon de la Société nationale des beaux-arts, 1899 — sous le nom de « Lotus »[8]
  - La Vie, huile sur toile.

### Travaux conservés
- Chemin de croix, 1936, sacristie de la Collégiale d’Auffay (Seine-Maritime).

### Ouvrages publiés
Sous le nom de Lotus Péralté :
- Réflexions d'une artiste sur les dessins de la caverne d'Altamira, Paris, E. Sansot, 1909.
- L'Ésotérisme de Parsifal. L'ésotérisme de la vieille légende celtique du cycle d'Artus. Suivis d'une traduction littérale du Parsifal de Richard Wagner, Paris, Perrin, 1914.
- Les Premières phases d'un mouvement de l'esprit, E. Sandot, 1914.

Sous le nom de Lotus de Païni :
- Les Trois totémisations, essai sur le sentir visuel des très vieilles races, Paris, Chacornac, 1924.
- La Magie et le mystère de la femme, Paris, Éditions du Loup, 1928.
- En Palestine, relations de voyage, Éditions du Loup, 1930.
- Pierre. Volonté, Paris, Leymarie, 1932.
- Le Mysticisme intégral, Paris, Éditions les Argonautes, 1934.

### Ouvrages encyclopédiques
- [Curinier 1899] Dictionnaire national des contemporains, t. I, Paris, Office général d’édition de librairie et d’impression, 1899-1919, 344 p. (BNF 34213208, présentation en ligne, lire en ligne ), « Lotus (Mme la Baronne Paini, née Lotus Gazotti, dite) », p. 278

### Articles de périodiques
- [Andrei 2019] Eduard Andrei, « Elvezia Païni : une artiste italo-française méconnue et ses œuvres en Roumanie », Revue roumaine d’histoire de l’art, Bucarest, série Beaux-Arts, vol. LVI,‎ 2019, p. 153-166 (lire en ligne  [PDF], consulté le 8 mars 2023)
- [Le Gouard 2002] Marc Le Gouard, « Lotus de Païni, et les trois totémisations », Politica hermetica, Lausanne, L’Âge d’Homme, no 16 « René Guénon, lectures et enjeux »,‎ 2002, p. 211-250 (ISBN 9782825117507, lire en ligne , consulté le 8 mars 2023)